# Anna Wood (aktorka)
Anna Wood (ur. 30 grudnia 1985) – amerykańska aktorka filmowa, telewizyjna i sceniczna.

## Filmografia[1]

### Filmy
| Rok  | Tytuł                                                                    | Rola              | Informacje dodatkowe |
| ---- | ------------------------------------------------------------------------ | ----------------- | -------------------- |
| 2010 | Miły gość Johnny                                                         | Claire            |                      |
| 2010 | Delusions of Love: A Case Study in Jealousy and 19th Century Formal Wear | Joanne            | Film krótkometrażowy |
| 2010 | The Layla Project                                                        | Jackie            | Film krótkometrażowy |
| 2011 | Negative Space                                                           | Elizabeth Axelrod |                      |
| 2012 | Kronika                                                                  | Monica            |                      |

### Seriale i filmy telewizyjne
| Rok  | Tytuł                              | Rola                    | Informacja dodatkowa                   |
| ---- | ---------------------------------- | ----------------------- | -------------------------------------- |
| 2009 | Dowody zbrodni                     | Kristi Duren '86        | Sezon 7, odcinek 6                     |
| 2009 | Bananowy doktor                    | Anna                    | Sezon 1, odcinek 10                    |
| 2010 | Bracia i siostry                   | młoda Sarah Walker      | Sezon 4, odcinek 18                    |
| 2012 | Mad Men                            | Janet "Lakshmi" Bennett | Odcinek: „Christmas Waltz”             |
| 2012 | Agenci NCIS: Los Angeles           | House Sitter            | Sezon 3, odcinek 20                    |
| 2012 | Kłamstwa na sprzedaż               | Courtney Pelios         | Sezon 1, odcinek 11                    |
| 2013 | Trooper                            | Dakota                  | Film telewizyjny                       |
| 2013 | Oszustwo                           | Nichole Frishette       | 6 odcinków                             |
| 2014 | Reckless                           | Jamie Sawyer            |                                        |
| 2014 | Madam Secretary                    | Sarah Eckhart           | 2 odcinki                              |
| 2015 | The Following                      | Julianne                | Sezon 3, odcinki 3 i 5                 |
| 2016 | Żona idealna                       | Kristen Balko           | Sezon 7, odcinek 6                     |
| 2016 | Falling Water                      | Kobieta w czerwieni     | Pilot                                  |
| 2019 | The Code                           | Maya Dobbins            | Główna rola                            |
| 2020 | Bull                               | Vivian Cahill           | Odcinek: „Flesh and Blood”             |
| 2021 | Prawo i porządek: sekcja specjalna | Diana Richards          | Odcinek: „What Can Happen in the Dark” |